# Plutodes flavescens
Plutodes flavescens är en fjärilsart som beskrevs av Butler 1880. Plutodes flavescens ingår i släktet Plutodes och familjen mätare. Inga underarter finns listade i Catalogue of Life.

## Bildgalleri

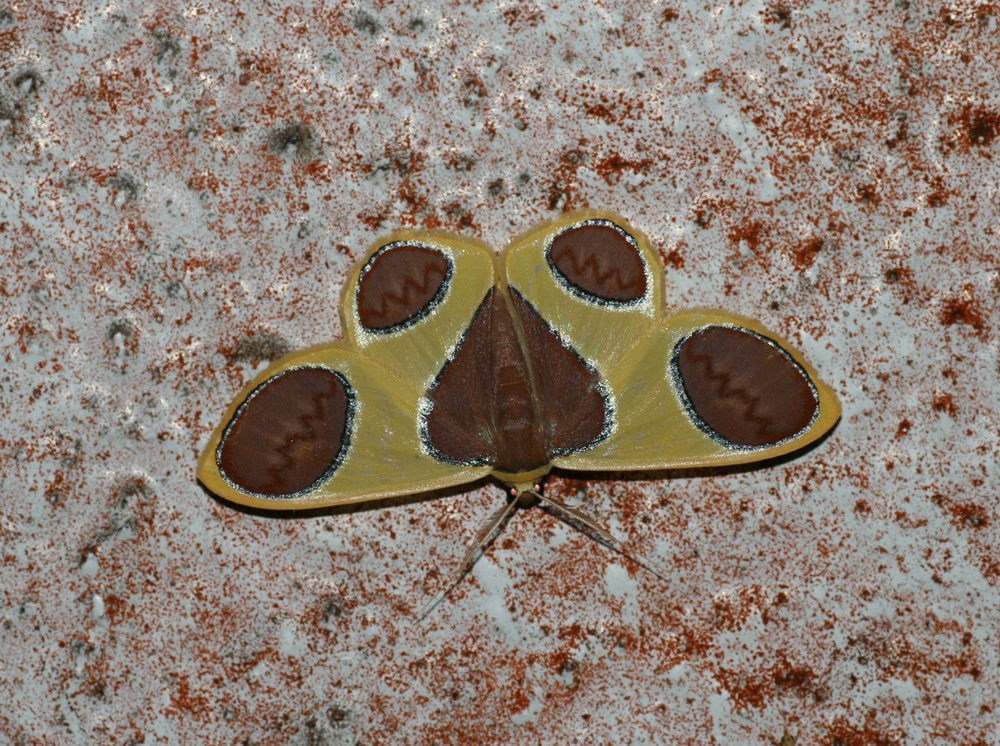